# Каракулино (Кезский район)
Каракулино — опустевшая деревня в Кезском районе Удмуртской республики.

## География
Находится в северо-восточной части Удмуртии на расстоянии приблизительно 5 км на восток по прямой от районного центра поселка Кез.

## История
Известна с 1873 году как починок Каракулинский (Каболуд) с 1 двором. В 1905 году учтено 14 дворов, в 1924 (уже деревня Каракулино или Кабалуд) — 21. До 2021 года входила в состав Сюрзинского сельского поселения.

## Население
Постоянное население составляло 11 человек (1873), 121 (1905), 141 (1924, все удмурты), 11 человек в 2002 году (удмурты 100 %), 0 в 2012.